# 札幌大谷大学短期大学部

## 概観

### 大学全体
- 札幌大谷大学短期大学部は、北海道札幌市東区内にある日本の私立短期大学。学校法人札幌大谷学園により1961年に札幌大谷短期大学として設置された。かつては、3学科と専攻科2専攻体制となっていたが、美術科・音楽科は札幌大谷大学の芸術学部に改組され、現在は、1学科と専攻科1専攻体制。

### 建学の精神（校訓・理念・学是）
- 札幌大谷大学短期大学部の学是は「如実知見」となっている。

### 教育および研究
- 保育科：保育者のエキスパートを育てる学科として45年以上の歴史をもつ。優秀な教員50名程度を擁する故に密度の濃い教育が受けられる。附属幼稚園での教育実習がある。また学内には子育て支援センターもあり、学生から重宝されている。子どものための作品展に出展するための作品作りも行なわれている。

### 学風および特色
- 札幌大谷大学短期大学部は親鸞の仏教思想に基づいた教育がベースとなっており、｢仏教講演会｣と称した宗教的行事がある。

## 沿革
- 1906年 北海女学校が創設される。
- 1910年 北海高等女学校に改組される。
- 1961年 札幌大谷短期大学開学。保育科を置く（入学定員40名）。寺本恵真が学長に就任。
- 1964年 学科を新設。
  - 音楽科：入学定員50名
  - 美術科：入学定員50名
- 1966年 専攻科を設置。
  - 音楽専攻
  - 美術専攻
- 1970年 鷲尾吾雄が学長に就任。
- 1974年 竹田淳照が学長に就任。
- 1979年 専攻科に新専攻を設置。
  - 保育専攻
- 1980年 入学定員を保育科80名、音楽科90名、美術科70名に改める
- 1991年 入学定員を音楽科130名、美術科90名に改める
- 1992年 藤田宏達が学長に就任。
- 2000年 専攻科を2年制に改める。全専攻大学評価・学位授与機構より認定を受け、学士の学位取得可能となる。
- 2002年 柴田泰が学長に就任。
- 2007年 札幌大谷大学短期大学部に改称。太田清史が学長に就任。
- 2010年 男女共学になる。
- 2011年 2012年4月より、系列の札幌大谷大学において、「芸術学部音楽学科」「芸術学部美術学科」「社会学部地域社会学科」を開設するのに伴い音楽科、美術学科、専攻科美術専攻学生募集停止。
- 2013年 音楽科、美術科、専攻科美術専攻廃止。

## 基礎データ

### 所在地
- 北海道札幌市東区北16条東9丁目

### 交通アクセス
- 札幌市営地下鉄東豊線東区役所前駅または環状通東駅下車

## 教育および研究

### 組織

#### 現在ある学科
- 保育科

#### 過去にあった学科
- 美術科：｢油彩｣・｢総合造形｣・｢デザイン｣の各コースからなっていた。ファッションコーディネート色彩能力検定やCG検定などの取得支援も行われていた。2012年札幌大谷大学芸術学部美術学科へ改組
- 音楽科：ピアノ・声楽・管弦打楽器・電子オルガン・音楽教育のコースがある。ヨーロッパのリスト・フェレンツ音楽芸術大学との国際交流があった。音楽検定の取得支援も行なわれていた。2012年札幌大谷大学芸術学部美術学科へ改組。1964年に結成された札幌大谷短期大学輪声会は初代指揮者池上恵三や宍戸悟郎らにより数々の合唱コンクールで優勝。また多くのレコーディングを行った[1]。

#### 現在ある専攻科
- 保育専攻：短大で幼稚園教諭免許状を取得している人が入学の対象となっている。学位授与機構の合格率は当初より100%である。

#### 過去にあった専攻科
- 音楽専攻：本科と同様、ピアノ・声楽・器楽・音楽教育の各コースが設置されていた。
- 美術専攻：本科と同じように｢油彩｣・｢総合造形｣・｢デザイン｣の各コースがあった。2012年札幌大谷大学芸術学部美術学科へ改組

#### 別科
- なし

### 取得資格について

#### 資格
- 保育士：保育科にて取得できる。

#### 教職課程
- 中学校教諭二種免許状
  - 美術：2011年度入学生まで美術科にて取得可能だった。
  - 音楽：2011年度入学生まで音楽科にて取得可能だった。
- 幼稚園教諭二種免許状：保育科
- 専攻科では一種免許状が取得できる道がある。各専攻、学位授与機構の審査に合格して学士の学位を取得する必要がある。

- 中学校教諭免許状
  - 美術科：美術専攻にて取得可能だった。
  - 音楽科：音楽専攻にて取得可能だった。
- 幼稚園教諭免許状：保育専攻

#### 附属機関
- 子育て支援センター

## 学生生活

### 学園祭
- 札幌大谷大学短期大学部の学園祭は毎年、概ね10月に行われる。

## 大学関係者と出身者

### 大学関係者
- 寺本恵真：初代学長

### 出身者
- 大友幸世：声楽家
- 工藤篤子：ゴスペルシンガー
- 中川広子：映画監督
- 船山弓枝：トリノオリンピック、カーリング選手
- ひだのかな代：イラストレーター
- 宮崎詞美：横浜美術大学教授、絵本作家・研究者、博士（美術）
- 岡田文栄：レースクイーン、女優

## 施設
- キャンパス内には、30周年記念棟・北棟1号館、2号館・南棟・百周年記念棟がある。30周年記念棟には図書館・西棟には学生食堂がある。

## 社会との関わり
- 札幌市東区役所と美術科学生のタイアップ事業として「ひがしく交流まつり」を催している。

## 卒業後の進路について

### 就職について[2]
- 保育科：就職希望者は概ね卒業生の約9割程度で、幼稚園への就職者が最も多い。それに次いで保育園そしてわずかながら社会福祉施設や一般企業となっている。
- 音楽科：就職希望者は全体的に進学者に比べれば少ないが、カワイ音楽教室・ヤマハ音楽教室など音楽関連に就職したり演奏活動に携わったりしていた。北海道銀行・グランビスタ ホテル&リゾート・札幌グランドホテルなどに就職している人もいる。また中学校教員になっている人もいた。
- 美術科：就職希望者は全体的に進学者に比べれば少ないが、芸術活動に携わる人・フリーのイラストレーター・写真家・漫画家などに携わっている人が目立つ。ハドソン・北洋銀行・柳月などに就職していた。また中学校教員になっている人もいた。
- 上記のほか全学科及び専攻科を含め一般企業ではトステム・雪印乳業・資生堂・マックスバリュー・ロッテリア・日本マクドナルド・ファンケル・六花亭・ホクレン農業協同組合連合会・ヤマダ電機・青山商事・クリオ店・明治安田生命保険・室蘭信用金庫・日本生命保険・第一生命保険・ジェイティービー・北海道旅客鉄道・日本旅行・ヒルトンホテルなどがあった。

### 編入学・進学実績
- 全学科含めて、札幌大谷大学へ進学している。美術科では多摩美術大学への3年次編入、また専攻科美術専攻では多摩美術大学大学院への進学実績がある。

## 系列校
- 札幌大谷大学
- 札幌大谷大学附属幼稚園
- 札幌大谷中学校
- 札幌大谷高等学校